# Centro Conjunto de Advertencia de Tifones

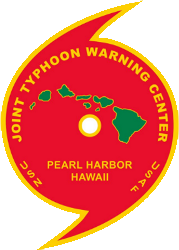
Logotipo del Centro Conjunto de Advertencia de Tifones.

El Centro Conjunto de Advertencia de Tifones o el Joint Typhoon Warning Center (JTWC) es una junta de la fuerza especial de Armada de los Estados Unidos – Fuerza Aérea de los Estados Unidos localizada en el Centro Naval de Predicción Marítima en Pearl Harbor, Hawái. El JTWC es el responsable de emitir avisos de ciclones tropicales en el Noroeste del Océano Pacífico, y el Océano Índico para los intereses del Departamento de Defensa de los Estados Unidos, al igual que los intereses civiles de Micronesia dentro del área de responsabilidad de comando (AOR). El JTWC provee apoyo a todas las ramas del Departamento de Defensa de los Estados Unidos y otras agencias gubernamentales. Su principal trabajo es la protección de barcos militares y aviones al igual que las instalaciones militares que operan en otros países alrededor del mundo.

## Personal
El centro es actualmente conformado por 26 personas de la Fuerza Aérea y la Armada de los Estados Unidos. Ll JTWC varios satélites, sensores, radares e información sinóptica al igual que modelos atmosféricos para completar su misión.